# Bernard Jan Alfrink
Bernard Jan kardinál Alfrink (5. července 1900 Nijkerk – 17. prosince 1987 Nijmegen) byl nizozemský římskokatolický kněz, kardinál, arcibiskup Utrechtu a nizozemský primas.

## Život

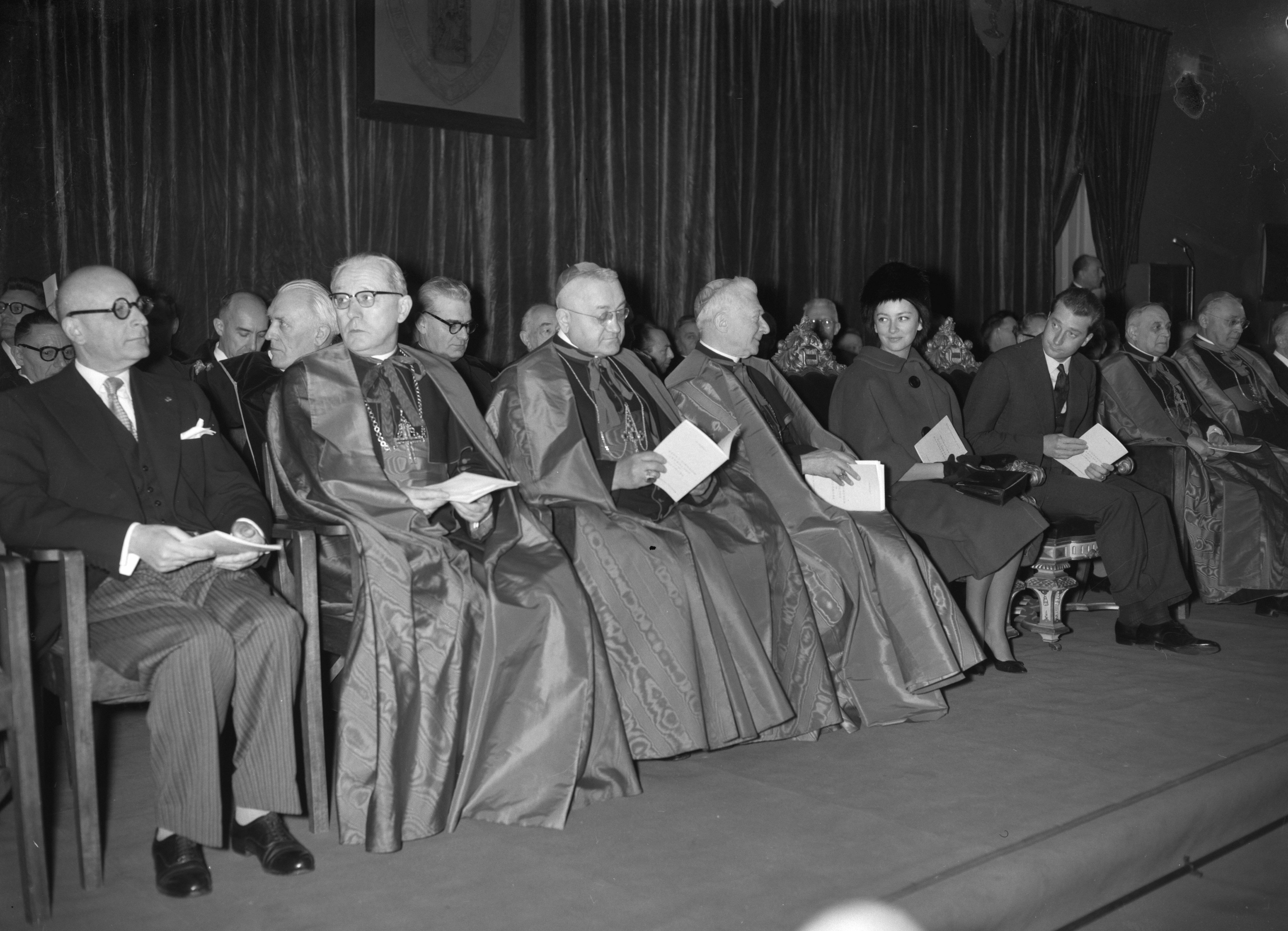
Udělování čestných doktorátů univerzitou v Lovani, zleva kardinál Alfrink, kardinál Roberto, kardinál Liénart, Paola Belgická, Albert II. Belgický (únor 1961)

Kněžské svěcení přijal 15. srpna 1924, poté přednášel teologii v Utrechtu (1924–1933), semináři v Rijsenburgu (1933–1945) a na Katolické univerzitě v Nijmegenu (1945–1951). V květnu 1951 byl jmenován titulárním biskupem a koadjutorem arcibiskupa Utrechtu, biskupské svěcení přijal 17. července téhož roku. Arcibiskupem Utrechtu se stal 31. října 1955, v čele arcidiecéze stál do 6. prosince 1975, kdy odešel na odpočinek. Kardinálem ho jmenoval papež Jan XXIII. při konzistoři 28. března 1960. Patřil mezi nejaktivnější účastníky Druhého vatikánského koncilu. Účastnil se tří konkláví, která vybrala Pavla VI., Jana Pavla I. a Jana Pavla II.